# Rudi von der Dovenmühle
Rudi von der Dovenmühle (Colonia, Alemania; 19 de septiembre de 1920-ibídem; 18 de marzo de 2000) fue un compositor de Schlager alemán activo durante la década de 1960 y 1970, también conocido por su seudónimo Rudi Lindt. Colaboró en muchas de sus obras con el letrista Nils Nobach.

## Vida y carrera
Cuando era joven, von der Dovenmühle aprendió a tocar el piano solo. Durante la Segunda Guerra Mundial fue a Dinamarca como operador de radio, donde pasó la mayor parte de la guerra. Cuando esta acabó, se mudó a Berlín, donde fue en pianista en clubes y se familiarizó más con el jazz. En 1951, junto a su esposa Margot Böhm, fundaron la discográfica Minerva Music y conoció al compositor Edmund Kötscher, con quien comenzó una colaboración.

### Primer éxito
El primer resultado de la colaboración de von der Dovenmühle y Kötscher fue la grabación que publicaron el 13 de junio de 1956 junto a Nils Nobach, con el sencillo «Rod ist Dein Mund» en el lado A. Durante ese trabajo conoció a Nobach, con quien colaboraría durante mucho tiempo con sus obras. En noviembre de 1957, lanzó «Liechtensteiner Polka» interpretado por Will Glahé & His Orchestra, y alcanzó el puesto 16 en la Billboard Hot 100 en Estados Unidos. Como con la mayoría de sus obras, la publicó bajo el seudónimo de Rudi Lindt.
Al final de la década de 1950, trasladó su discográfica y se mudó a Colonia junto a su mujer.

### Década de 1960
En abril de 1961 apareció en la grabación del cantante Cliff Richard Vreneli como coautor del sencillo. Su gran éxito como compositor no se produjo hasta 1963 cuando, junto a Nils Nobach, escribieron «Ich will ’nen Cowboy als Mann» para la cantante Gitte Hænning, que alcanzó el primer puesto en las lista musical alemana GfK Entertainment Charts y se convirtió en la única obra de von der Dovenmühle en alcanzar el millón de ventas. Otras grabaciones suyas que se posicionaron en la lista alemana fueron «Blondes Haar am Paletot», «Sprich nicht drüber» y «Frech geküsst ist halb gewonnen». También compusieron la canción «Man gewöhnt sich so schnell an das Schöne», que representó a Alemania en el Festival de la Canción de Eurovisión 1964.
En 1966 observó una mayor productividad, y escribió canciones para Wencke Myhre, Pat Simon, Petula Clark, Thomas Fritsch, Daisy Door y Peter Kraus, entre otros.
La obra de von der Dovenmühle «Liechtensteiner Polka» fue versionada por varios artistas, entre ellos Tina York, que alcanzó el puesto 44 en 1974 con la canción.

## Retiro
Rudi von der Dovenmühle se retiró pronto de la industria musical. En 1975 fundó las discográficas Popcorn, Melodia y Oase, que no obtuvieron mucha importancia. Tras ello, redujo su actividad. Su esposa Margot Böhm falleció en 1997, y von der Dovenmühle en 2000. Su discográfica ha sido dirigida por su hija Silke Volgmann desde entonces.